# Raubtier-Klasse
Die Raubtier-Klasse, offizielle Bezeichnung Torpedoboot 1924 nach dem Jahr des Entwurfs, war eine Klasse von sechs Torpedobooten der Reichsmarine. Keines der Boote überstand den Zweiten Weltkrieg.

## Entwurf

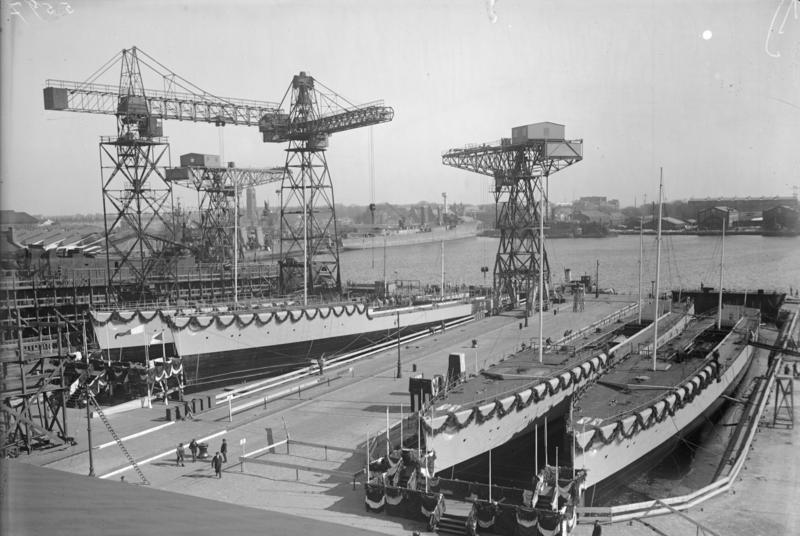
Die Rümpfe von Tiger, Luchs, Jaguar und Leopard am Tag des Stapellaufs 15. März 1928 in Wilhelmshaven

Die Konstruktion war eine Wiederauflage der vorangegangenen Raubvogel-Klasse. Die Verdrängung erhöhte sich durch leichte Verlängerung und Verbreiterung des Rumpfes von 923 ts der Raubvogel-Klasse auf 932 ts. Die Antriebsanlage unterschied sich nur in der höheren Dampferzeugungsleistung der Kessel voneinander. Die drei 10,5-cm-Geschütze der Hauptbewaffnung waren Neuentwicklungen. Die geplante Verwendung von 12,7-cm-Geschützen wurde durch den Einspruch der Weltkriegs-Siegermächte verhindert.
Die Boote entsprachen weitgehend Entwürfen aus der Zeit des Ersten Weltkriegs. Als Ersatzbauten für die veralteten Vorkriegsboote, die noch in der Reichsmarine dienten, und unter den Auflagen des Versailler Vertrages gehörten sie zu den ersten Neubauten, die durch den Reichstag bewilligt wurden.

## Dienstzeit

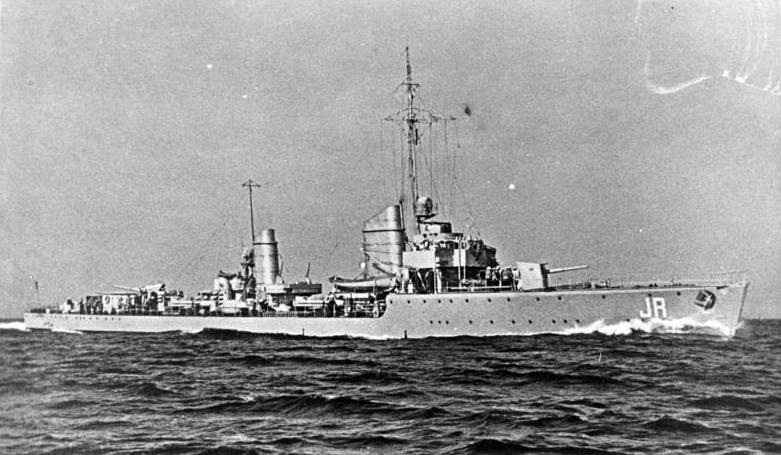
Die Jaguar

Die sechs Boote bildeten die 6. Torpedobootflottille. Nachdem die Tiger bereits vor dem Krieg nach einer Kollision gesunken war, wurden die verbliebenen fünf Boote bis April 1940 zum Minenlegen und zur Handelskriegsführung eingesetzt. An der Besetzung Norwegens im April 1940 nahmen Leopard und Wolf als Teil der Kriegsschiffgruppe 3 mit Ziel Bergen, die Luchs als Teil der Gruppe 4 mit Ziel Kristiansand teil. Nach dem Verlust von Leopard und Luchs wurden die restlichen drei Boote im Herbst 1940 in den Ärmelkanal verlegt, wo die Wolf im Januar 1941 vor Dünkirchen sank. Die 6. Torpedobootflottille wurde daraufhin aufgelöst, und die verbliebenen Boote Iltis und Jaguar kamen zur 5. T-Flottille. Die Iltis ging im Frühjahr 1942 gemeinsam mit der Seeadler durch Torpedotreffer britischer Motortorpedoboote verloren. Das danach einzig verbliebene Boot der Klasse, die Jaguar, nahm im Februar 1942 als Geleitschutz am sogenannten Kanaldurchbruch der Schlachtschiffe Scharnhorst und Gneisenau und des Schweren Kreuzers Prinz Eugen durch den Ärmelkanal teil. Das Boot sank bei der Bombardierung von Le Havre im Juni 1944.

## Umbauten

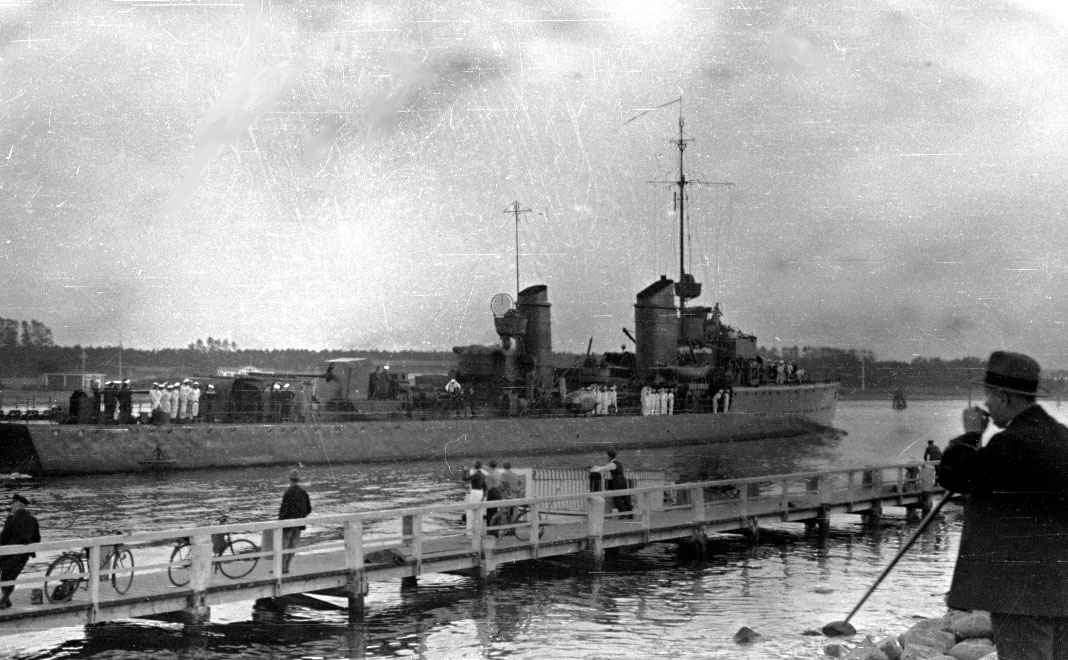
Sehr wahrscheinlich Leopard, ebenfalls Juni 1934

Auf Grund der allgemeinen Kaliberumstellung erhielten alle Boote 1934 anstatt der sechs 50-cm-Torpedorohre solche mit 53,3 cm Durchmesser. Leopard und Luchs erhielten 1934 anstelle der drei 10,5-cm-Geschütze drei neuentwickelte 12,7-cm-Geschütze zur Seeerprobung.
Im Zweiten Weltkrieg wurden zur Verstärkung der Fla-Bewaffnung zwei zusätzliche 2-cm-Geschütze vor dem mittleren 10,5-cm-Geschütz eingebaut. 1942 wurden sie wiederum durch eine 2-cm-Vierlingslafette ersetzt, im selben Jahr ersetzte ein weiteres 2-cm-Einzelgeschütz den optischen Entfernungsmesser achtern. 1943 wurden die Boote mit dem neuen Radarwarngerät FuMB Ant. 4 „Sumatra“ (FunkMeßBeobachtungsgerät, passiv arbeitendes Ortungsgerät zur Anzeige gegnerischer Radarortung), auf dem vorderen Mast ausgestattet, 1944 kamen Antennen zur aktiven Radarortung (FuMO-Geräte: FunkMeßOrtungsgeräte) am vorderen und achteren Mast hinzu. Um die Stabilität zu erhöhen, wurde die Höhe der Brücke und der Masten verringert.

## Einheiten
| Kennung | Name    | Bauwerft                        | Kiellegung    | Stapellauf       | Indienststellung  | Verbleib |
| ------- | ------- | ------------------------------- | ------------- | ---------------- | ----------------- | --- |
| WO/WL   | Wolf    | Reichsmarinewerft Wilhelmshaven | 8. März 1927  | 12. Oktober 1927 | 15. November 1928 | nach Minentreffer am 8. Januar 1941 vor Dünkirchen gesunken, 45 Tote                                                                              |
| IT      | Iltis   | Reichsmarinewerft Wilhelmshaven | 8. März 1927  | 12. Oktober 1927 | 1. Oktober 1928   | Am 13. Mai 1942 von britischen Torpedo getroffen und versenkt                                                                                     |
| LU      | Luchs   | Reichsmarinewerft Wilhelmshaven | 2. April 1927 | 15. März 1928    | 15. April 1929    | gesunken bei der Sicherung der heimkehrenden Gneisenau nach Torpedierung durch britisches U-Boot Thames am 26. Juli 1940 in der Nordsee, 103 Tote |
| TG      | Tiger   | Reichsmarinewerft Wilhelmshaven | 2. April 1927 | 15. März 1928    | 15. Januar 1929   | nach Kollision mit dem Zerstörer Z 3 Max Schultz am 27. August 1939 vor Bornholm gesunken, zwei Tote                                              |
| JA/JR   | Jaguar  | Reichsmarinewerft Wilhelmshaven | 4. Mai 1927   | 15. März 1928    | 15. August 1929   | gesunken nach Bombentreffer britischer Flugzeuge bei Le Havre am 15. Juni 1944, 16 Tote                                                           |
| LP      | Leopard | Reichsmarinewerft Wilhelmshaven | 4. Mai 1927   | 15. März 1928    | 1. Juni 1929      | nach Kollision mit dem Minenschiff Preußen am 30. April 1940 im Skagerrak gesunken                                                                |